# Helen Hayes

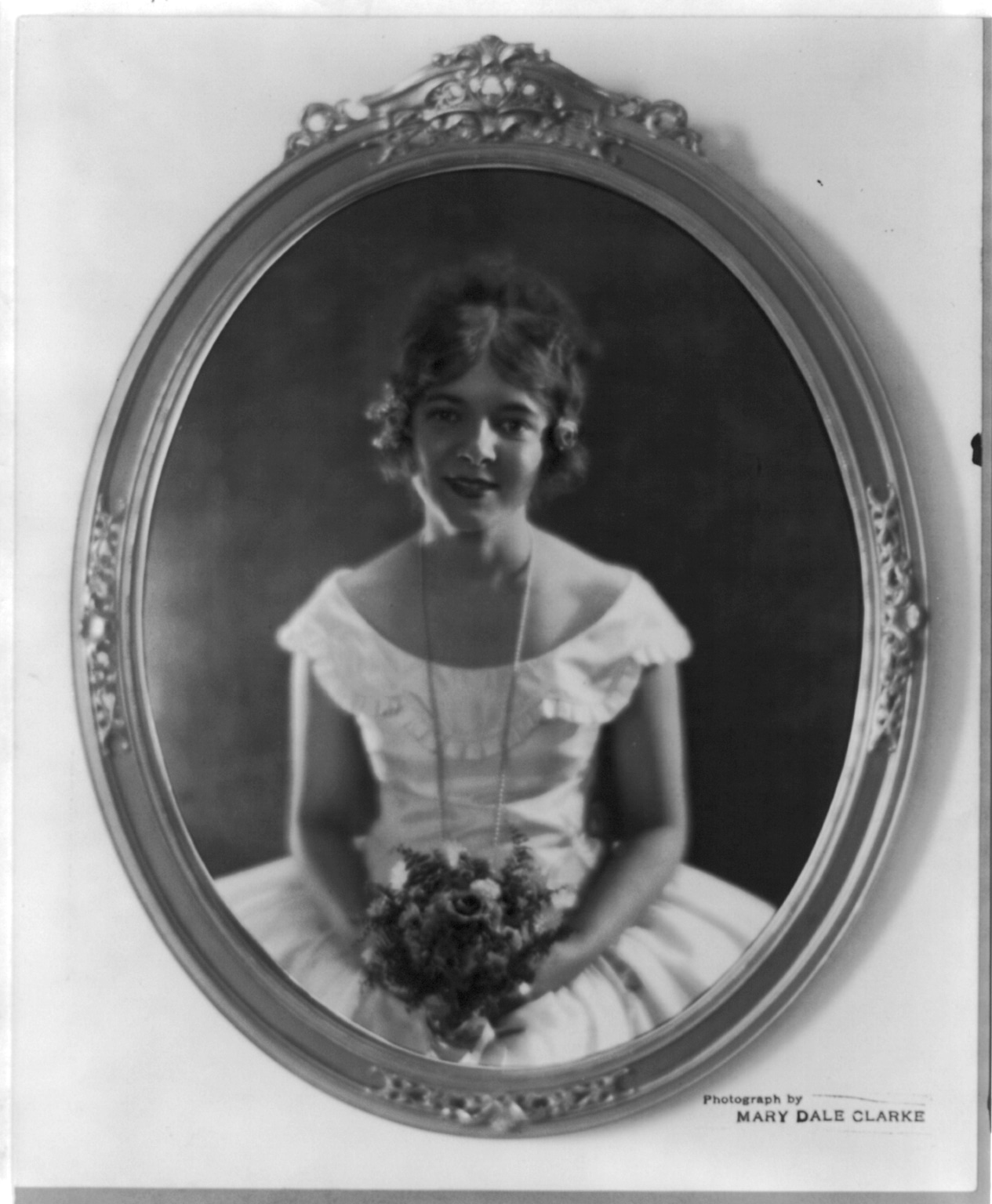

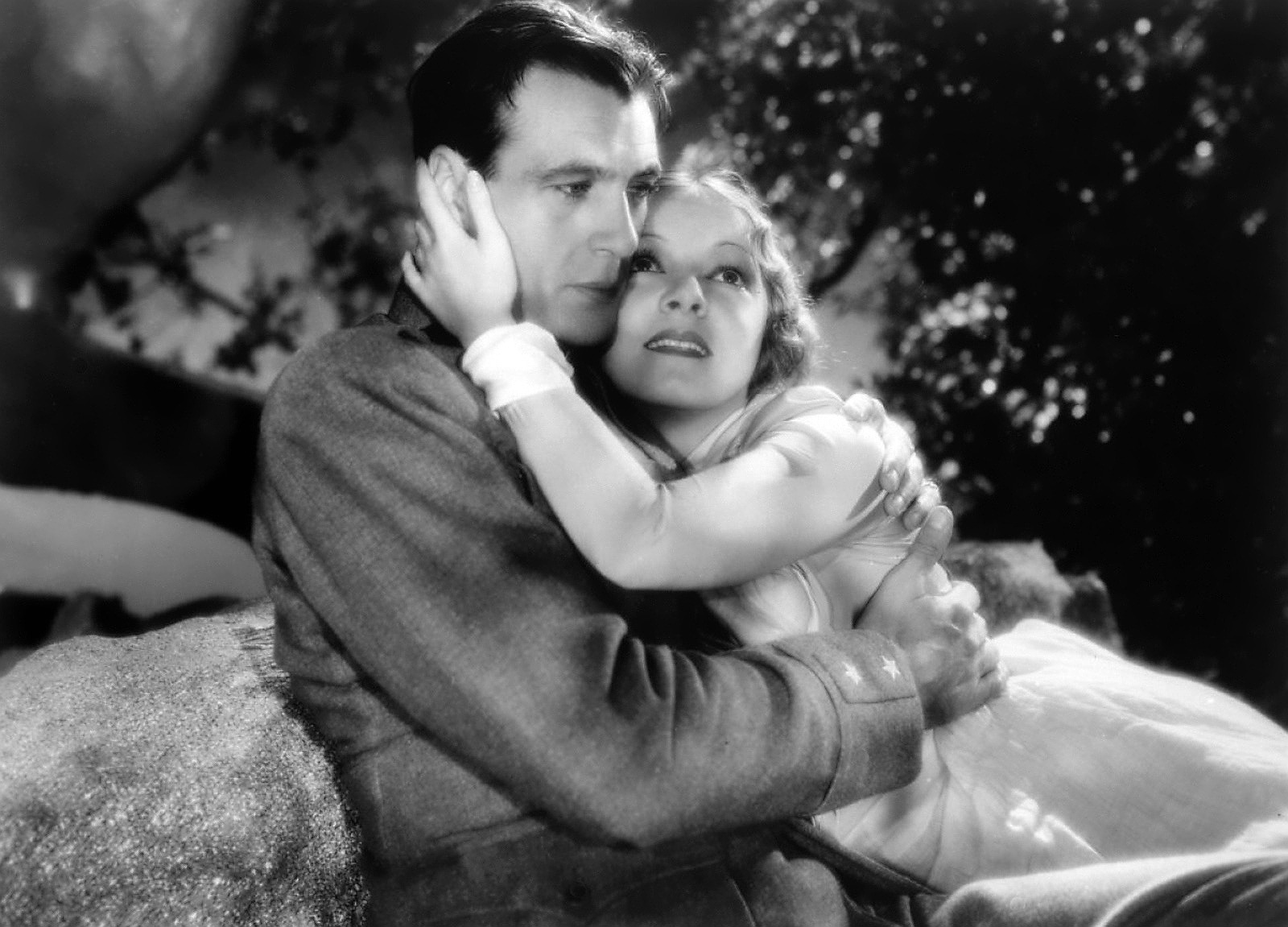
Gary Cooper y Helen Hayes, en Adiós a las armas.

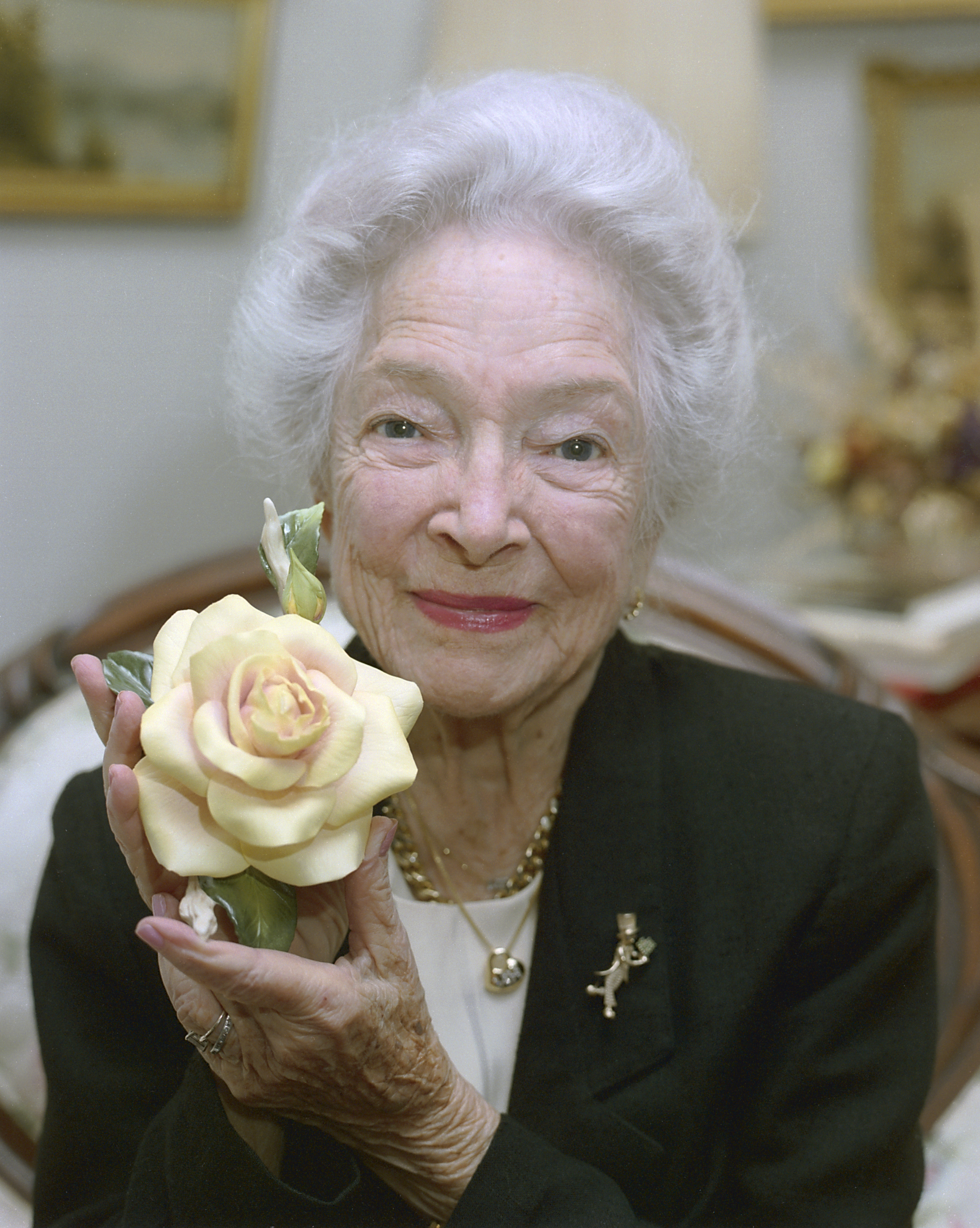

Helen Hayes Brown (Washington D. C., 10 de octubre de 1900-Nyack, Nueva York; 17 de marzo de 1993) fue una actriz anglo-estadounidense.

## Trayectoria
Descendiente de irlandeses católicos, debutó en teatro a los 5 años y formalmente a los 10.
Una de las máximas estrellas del teatro y cine norteamericanos de su era. Se ganó el apodo de «Primera Dama del teatro norteamericano», y es una de las nueve actrices en haber ganado los premios Emmy, Grammy, Óscar y Tony.
Se la recuerda en teatro como María Estuardo, Viola en Noche de reyes de Shakespeare y otras.
En 1986 fue condecorada con la Medalla Presidencial de la Libertad y en 1988 se le otorgó la Medalla de las Artes del gobierno americano.
Escribió tres libros de memorias: A Gift of Joy, On Reflection y My Life in Three Acts.
Casada con el escritor Charles MacArthur, su única hija, Mary, murió de poliomielitis a los 19 años. Su hijo adoptivo James MacArthur era actor.
En 1983 se establecieron los premios al teatro que llevan su nombre.

## Filmografía parcial

### Actriz
- 1928: The Dancing Town - Cortometraje
- 1931: El pecado de Madelon Claudet: Madelon Claudet
- 1931: El doctor Arrowsmith: Leora (Le) Tozer Arrowsmith
- 1932: Adiós a las armas: Catherine Barkley
- 1938: Hollywood Goes to Town - Documental - No acreditado: ella misma
- 1954: Light's Diamond Jubilee - Documental TV: ella misma
- 1956: Anastasia: la Emperatriz
- 1970: Aeropuerto: Ada Quonsett
- 1972: Harvey - Film TV: Veta Louise Simmons
- 1974: Herbie, un volante loco (Herbie Rides Again): Mme Grandmaman Steinmetz
- 1977: El secreto del castillo (Candleshoe): Lady St. Edmund
- 1978: A Family Upside Down - Film TV: Emma Long
- 1982: Night of 100 Stars - Documental TV: ella misma
- 1985: Agatha Christie's- Murder With Mirrors - Film TV: Miss Jane Marple
- 1995: First 100 Years: A Celebration of American Movies - Documental TV: ella misma

## Teatro
- Largo viaje hacia la noche, 1971
- Harvey, 1970
- The Front Page, 1969
- The Show Off, 1967
- We, Comrades Three, 1966
- Right You Are If You Think You Are, 1966
- The School for Scandal, 1966
- The White House, 1964
- A Touch of the Poet, 1958
- Time Remembered, 1957
- The Skin of Our Teeth, 1955
- The Wisteria Trees, 1955
- What Every Woman Knows, 1954
- Mrs. McThing, 1952
- Mary Rose, 1951
- The Wisteria Trees, 1950
- El zoo de cristal, 1948
- Happy Birthday, 1946
- Harriet, 1943
- Candle in the Wind, 1941
- Noche de reyes, 1940
- Ladies and Gentlemen, 1939
- The Country Wife, 1936
- Victoria Regina, 1935
- Mary of Scotland, 1933
- The Good Fairy, 1931
- Petticoat Influence, 1930
- Mr. Gilhooley, 1930
- Coquette, 1927
- Ziegfeld Follies of 1927, 1927
- What Every Woman Knows, 1926
- Young Blood, 1925
- The Last of Mrs. Cheyney, 1925
- César y Cleopatra, 1925
- Quarantine, 1924
- Dancing Mothers, 1924
- She Stoops to Conquer, 1924
- We Moderns, 1924
- To the Ladies, 1922
- Golden Days, 1921
- The Wren, 1921
- Bab, 1920
- Clarence, 1919
- Dear Brutus, 1919
- The Prodigal Husband, 1914
- The Never Homes, 1911
- The Summer Widowers, 1910
- Old Dutch, 1909

## Premios y distinciones
Premios Óscar
| Año  | Categoría               | Película                     | Resultado |
| ---- | ----------------------- | ---------------------------- | --------- |
| 1933 | Mejor actriz            | El pecado de Madelon Claudet | Ganadora  |
| 1970 | Mejor actriz de reparto | Aeropuerto                   | Ganadora  |

Globos de Oro
| Año  | Categoría                        | Película                    | Resultado |
| ---- | -------------------------------- | --------------------------- | --------- |
| 1975 | Mejor actriz - Comedia o musical | El nuevo amor de Coccinelle | Candidata |
| 1956 | Mejor actriz - Comedia o musical | Anastasia                   | Candidata |

Festival Internacional de Cine de Venecia
| Año  | Categoría                    | Película                     | Resultado |
| ---- | ---------------------------- | ---------------------------- | --------- |
| 1932 | Copa Volpi a la mejor actriz | El pecado de Madelon Claudet | Ganadora  |